# Фейр-Гейвен (Нью-Йорк)
Фейр-Гейвен (англ. Fair Haven) — селище (англ. village) в США, в окрузі Каюга штату Нью-Йорк. Населення — 760 осіб (2020).

## Географія
Фейр-Гейвен розташований за координатами 43°19′19″ пн. ш. 76°42′19″ зх. д. / 43.32194° пн. ш. 76.70528° зх. д. (43.322040, -76.705181).  За даними Бюро перепису населення США в 2010 році селище мало площу 7,57 км², з яких 4,54 км² — суходіл та 3,02 км² — водойми.

## Демографія
Згідно з переписом 2010 року, у селищі мешкало 745 осіб у 337 домогосподарствах у складі 216 родин. Густота населення становила 98 осіб/км².  Було 671 помешкання (89/км²).
Расовий склад населення:
| - 97,6 % — білих - 0,8 % — корінних американців - 0,4 % — азіатів - 0,1 % — чорних або афроамериканців |

До двох чи більше рас належало 1,1 %. Частка іспаномовних становила 1,7 % від усіх жителів.
За віковим діапазоном населення розподілялося таким чином: 18,3 % — особи молодші 18 років, 59,7 % — особи у віці 18—64 років, 22,0 % — особи у віці 65 років та старші. Медіана віку мешканця становила 49,2 року. На 100 осіб жіночої статі у селищі припадало 94,0 чоловіків;  на 100 жінок у віці від 18 років та старших — 90,3 чоловіків також старших 18 років.
Середній дохід на одне домашнє господарство  становив 65 786 доларів США (медіана — 50 208), а середній дохід на одну сім'ю — 66 008 доларів (медіана — 57 321). Медіана доходів становила 44 063 долари для чоловіків та 40 417 доларів для жінок. За межею бідності перебувало 12,8 % осіб, у тому числі 9,8 % дітей у віці до 18 років та 13,8 % осіб у віці 65 років та старших.
Цивільне працевлаштоване населення становило 300 осіб. Основні галузі зайнятості: освіта, охорона здоров'я та соціальна допомога — 25,0 %, виробництво — 17,7 %, роздрібна торгівля — 11,3 %, транспорт — 10,0 %.